# ECN (radio)
Pour les articles homonymes, voir ECN.

Radio ECN est une radio créée en 2001 à Mulhouse. Elle est destinée aux Mulhousiens, Colmariens, Belfortains et aux habitants aux frontières de la Suisse et de l'Allemagne. Elle est diffusée en modulation de fréquence à Mulhouse et à Colmar et par DAB+ à Strasbourg.

## Historique
ECN a d'abord été une radio amateur, créée en 1995, avant de se professionnaliser en 2001. Elle fait partie du groupe des Indés Radios[Depuis quand ?]. Elle émet sur l’agglomération mulhousienne, couvrant 500 000 habitants. En 2004, elle compte 20 000 auditeurs quotidiens.
En 2011, ECN est la radio la plus écoutée sur la tranche 25-34 ans. Elle émet depuis lors sur Colmar, couvrant ainsi une population de 850 000 personnes.
En octobre 2017, ECN est mise en demeure par le CSA du fait du non-respect, entre décembre 2016 et février 2017, des taux de diffusion de chanson d'expression française.
Depuis le 5 décembre 2018 ECN emet en DAB+ a Strasbourg, Colmar, et Mulhouse.

## Diffusion

### En modulation de fréquence
ECN peut être captée sur la bande FM en vigueur dans les agglomérations de Mulhouse et Colmar[réf. souhaitée]

### En numérique terrestre
- Strasbourg en DAB+
- Colmar en DAB+
- Mulhouse en DAB+